# Rosalie Hale
Rosalie Hale is een van de hoofdpersonen uit de film en de boekenreeks Twilight, geschreven door Stephenie Meyer. Ze is de adoptiedochter van Carlisle en Esme Cullen en de adoptiezus van Edward, Emmett en Alice Cullen en Jasper Hale. Emmett Cullen is tegelijkertijd ook haar echtgenoot.

Hoewel Jasper en Rosalie dezelfde achternaam dragen, zijn ze geen familie van elkaar. Jasper heeft de naam Hale aangenomen om het voor de buitenwereld, die immers niets mag weten van het feit dat het gezin Cullen uit vampiers bestaat, te laten lijken of hij en Rosalie een tweeling zijn. Dit kan omdat de twee uiterlijk nogal op elkaar lijken.
In de film wordt de rol van Rosalie vertolkt door Nikki Reed.

## Achtergrond
Rosalie Hale werd geboren in 1915 in Rochester (New York) als dochter van een bankier. Ze was een meisje dat alles had wat haar hartje begeerde: schoonheid, elegantie, klasse, rijke ouders en alle luxe die ze zich maar wenste. Haar ouders droegen haar op handen, waardoor Rosalie een nogal verwend en egocentrisch meisje was. Ze verloofde zich met Royce King II, de zoon van een rijke bankier waar haar vader mee in zaken zat en Rosalie hoopte dat haar leven net zo zou worden als dat van haar vriendin Vera. Die was getrouwd met een man die zielsveel van haar hield en met wie ze een schattig zoontje had, Henry.

## De transformatie
Na een bezoek aan Vera wandelde Rosalie naar huis en kwam haar verloofde Royce tegen met zijn vrienden. Allen waren dronken en Royce begon op te scheppen over zijn prachtige verloofde. Uiteindelijk werd Rosalie door de groep jongemannen mishandeld en verkracht, en werd voor dood op straat achtergelaten.
Carlisle Cullen, die in de buurt was en aangetrokken werd door de geur van bloed, vond het stervende meisje. Hij nam haar mee en redde haar door haar in een vampier te veranderen. Hij hoopte dat zij een geliefde zou kunnen worden voor Edward, maar Edward hield slechts van haar als een zus. Hoewel Rosalie ook geen verliefde gevoelens voor Edward had, voelde ze zich toch een beetje beledigd dat hij haar niet wilde. Ze was immers altijd gewend geweest dat iedereen haar bewonderde en aan haar voeten lag.
Toen Rosalie eenmaal een vampier was geworden, zocht ze haar aanvallers weer op om wraak te nemen. Ze martelde en doodde hen allemaal, inclusief Royce, maar dronk niet van hun bloed. Toen Rosalie enkele jaren na haar transformatie aan het jagen was, vond ze Emmett, die aangevallen is door een beer en op sterven ligt in het bos. Rosalie kon hem niet laten liggen, want hij deed haar sterk denken aan Vera's zoontje Henry, met zijn donkere krullen en kuiltjes in zijn wangen. Ze nam hem mee naar Carlisle, die een vampier van hem maakte. Rosalie en Emmett worden verliefd en trouwen diverse malen met elkaar. Ook leven ze soms een tijdje apart van het gezin Cullen om samen te reizen.

## Karakter
Rosalie wordt beschreven als de mooiste vrouw ter wereld, zelfs voor een vampier. Ze is lang, slank en heeft golvend blond haar. In de eerste film doet Rosalie afstandelijk en gemeen tegenover Bella, maar in de tweede film biedt ze hiervoor haar excuses aan. In Eclipse, de derde film, vertelt Rosalie aan Bella dat ze geen hekel aan haar heeft maar haar benijdt over het feit dat Bella in staat is kinderen te krijgen, iets wat Rosalie als vampier nooit zal kunnen. Ook is ze bang dat Bella er uiteindelijk voor zal zorgen dat het geheim van de Cullens bekend raakt. Uiteindelijk, in het laatste deel van de twilight-saga, komt er een immense verandering in de relatie tussen Bella en Rosalie. Bella raakt zwanger, zeer tegen de zin van haar echtgenoot Edward. Bella smeekt daarom Rosalie om hulp. Vanwege haar kinderloze verleden helpt Rosalie onmiddellijk. In het boek wordt vaak gezegd dat Rosalie Bella liever dood wil, om zelf voor het kindje te zorgen. Maar uiteindelijk redt ze Renesmee, het kindje, van de dood, en strijdt ze aan de kant van Bella. Doorheen het laatste deel van Morgenrood, komen Rosalie en Bella dichter bij elkaar, en heeft Rosalie ook een beschermelingetje waarop ze al haar moedergevoelens kan loslaten.